# Föresjön (Kållerstads socken, Småland)
Föresjön är en sjö i Gislaveds kommun i Småland och ingår i Nissans huvudavrinningsområde.